# Gmina Piątnica
Die Gmina Piątnica ist eine Landgemeinde im Powiat Łomżyński der Woiwodschaft Podlachien in Polen. Ihr Sitz ist das Dorf Piątnica Poduchowna mit etwa 1800 Einwohnern.

## Gliederung
Zur Landgemeinde Piątnica gehören folgende Ortschaften mit einem Schulzenamt:
Budy Czarnockie
Budy-Mikołajka
Choszczewo
Czarnocin
Dobrzyjałowo
Drozdowo
Drożęcin-Lubiejewo
Elżbiecin
Gomulnik
Górki-Sypniewo
Górki-Szewkowo
Guty
Jeziorko
Kalinowo
Kałęczyn
Kisielnica
Kobylin
Kosaki
Kownaty
Kownaty-Kolonia
Krzewo
Kurpie
Marianowo
Motyka
Murawy
Nagórki
Niewodowo
Nowe Krzewo
Nowy Cydzyn
Olszyny
Olszyny-Kolonia
Pęza
Piątnica Poduchowna
Piątnica Włościańska
Poniat
Rakowo-Boginie
Rakowo-Czachy
Rządkowo
Stary Cydzyn
Stary Drożęcin
Taraskowo
Truszki
Wiktorzyn
Wyłudzin
Wyrzyki
Zabawka
Żelechy